# ميلدورا
ميلدورا (بالإنجليزية: Mildura)‏ هي مدينة، تتبع Rural City of Mildura ‏، وولاية فيكتوريا، وElectoral district of Mildura ‏، وDivision of Mallee ‏، بلغ عدد سكانها 32٬738  نسمة، في 9 أغسطس 2016، رمزها البريدي هو 3500، و3502.

## المناخ
يظهر الجدول التالي التغييرات المناخية على مدار السنة لميلدورا:
| البيانات المناخية لـميلدورا       | البيانات المناخية لـميلدورا | البيانات المناخية لـميلدورا | البيانات المناخية لـميلدورا | البيانات المناخية لـميلدورا | البيانات المناخية لـميلدورا | البيانات المناخية لـميلدورا | البيانات المناخية لـميلدورا | البيانات المناخية لـميلدورا | البيانات المناخية لـميلدورا | البيانات المناخية لـميلدورا | البيانات المناخية لـميلدورا | البيانات المناخية لـميلدورا | البيانات المناخية لـميلدورا |
| الشهر                             | يناير                       | فبراير                      | مارس                        | أبريل                       | مايو                        | يونيو                       | يوليو                       | أغسطس                       | سبتمبر                      | أكتوبر                      | نوفمبر                      | ديسمبر                      | المعدل السنوي               |
| --------------------------------- | --------------------------- | --------------------------- | --------------------------- | --------------------------- | --------------------------- | --------------------------- | --------------------------- | --------------------------- | --------------------------- | --------------------------- | --------------------------- | --------------------------- | --------------------------- |
| الدرجة القصوى °م (°ف)             | 47.2 (117.0)                | 46.7 (116.1)                | 42.1 (107.8)                | 37.8 (100.0)                | 29.6 (85.3)                 | 25.4 (77.7)                 | 26.8 (80.2)                 | 29.9 (85.8)                 | 37.4 (99.3)                 | 40.2 (104.4)                | 45.5 (113.9)                | 45.1 (113.2)                | 48.1 (118.6)                |
| متوسط درجة الحرارة الكبرى °م (°ف) | 32.3 (90.1)                 | 31.7 (89.1)                 | 28.4 (83.1)                 | 23.6 (74.5)                 | 19.1 (66.4)                 | 16.0 (60.8)                 | 15.4 (59.7)                 | 17.3 (63.1)                 | 20.5 (68.9)                 | 24.1 (75.4)                 | 27.6 (81.7)                 | 30.3 (86.5)                 | 23.9 (75.0)                 |
| متوسط درجة الحرارة الصغرى °م (°ف) | 16.7 (62.1)                 | 16.5 (61.7)                 | 13.9 (57.0)                 | 10.1 (50.2)                 | 7.5 (45.5)                  | 5.2 (41.4)                  | 4.3 (39.7)                  | 5.3 (41.5)                  | 7.4 (45.3)                  | 9.8 (49.6)                  | 12.6 (54.7)                 | 14.9 (58.8)                 | 10.4 (50.7)                 |
| أدنى درجة حرارة °م (°ف)           | 7.6 (45.7)                  | 5.2 (41.4)                  | 3.8 (38.8)                  | 0.6 (33.1)                  | −2.1 (28.2)                 | −3.7 (25.3)                 | −4.0 (24.8)                 | −3.1 (26.4)                 | −1.1 (30.0)                 | 1.1 (34.0)                  | 3.3 (37.9)                  | 5.3 (41.5)                  | −4.0 (24.8)                 |
| الهطول مم (إنش)                   | 22.6 (0.89)                 | 22.4 (0.88)                 | 20.0 (0.79)                 | 19.3 (0.76)                 | 25.2 (0.99)                 | 22.4 (0.88)                 | 25.5 (1.00)                 | 25.5 (1.00)                 | 27.5 (1.08)                 | 28.9 (1.14)                 | 25.7 (1.01)                 | 25.3 (1.00)                 | 289.6 (11.40)               |
| متوسط الأيام الممطرة              | 3.6                         | 3.0                         | 3.5                         | 4.3                         | 6.7                         | 7.9                         | 9.3                         | 9.0                         | 7.3                         | 6.7                         | 5.6                         | 4.4                         | 71.3                        |
| Average afternoon رطوبة نسبية (%) | 27                          | 30                          | 33                          | 40                          | 50                          | 56                          | 54                          | 47                          | 40                          | 34                          | 30                          | 27                          | 39                          |
| ساعات سطوع الشمس الشهرية          | 341.0                       | 288.4                       | 297.6                       | 255.0                       | 204.6                       | 168.0                       | 182.9                       | 222.0                       | 254.2                       | 291.4                       | 297.0                       | 331.7                       | 3٬133٫8                     |
| المصدر:                           |                             |                             |                             |                             |                             |                             |                             |                             |                             |                             |                             |                             |                             |

## أعلام
- سكوت دبليو. سلون
- بيتر غودارد
- ديفيد بيل
- غاري ويست
- تود كيلي
- بيل ليون
- ريك كيلي